# Pilosella aurantiaca
La pelosella aranciata (nome scientifico Pilosella aurantiaca (L.) F.W.Schultz & Sch.Bip., 1862) è una specie di pianta angiosperma dicotiledone della famiglia delle Asteraceae.

## Etimologia
Il nome del genere (Pilosella) deriva dal latino "pilosus" (significa "peloso") e si riferisce all'aspetto piuttosto pubescente di queste piante. L'epiteto specifico (aurantiaca = colore arancio) fa riferimento al colore di fiori.

Il binomio scientifico della pianta di questa voce è stato proposto inizialmente da Carl von Linné (1707 – 1778) biologo e scrittore svedese, considerato il padre della moderna classificazione scientifica degli organismi viventi, perfezionato successivamente dai botanici Friedrich Wilhelm Schultz (1804-1876), farmacista e botanico germanico, e da Carl(Karl) Heinrich `Bipontinus' Schultz (1805-1867), fisico e botanico germanico, nella pubblicazione "Flora; oder, (allgemeine) botanische Zeitung. Regensburg, Jena - 45(27): 426. 1862" del 1862.

## Descrizione

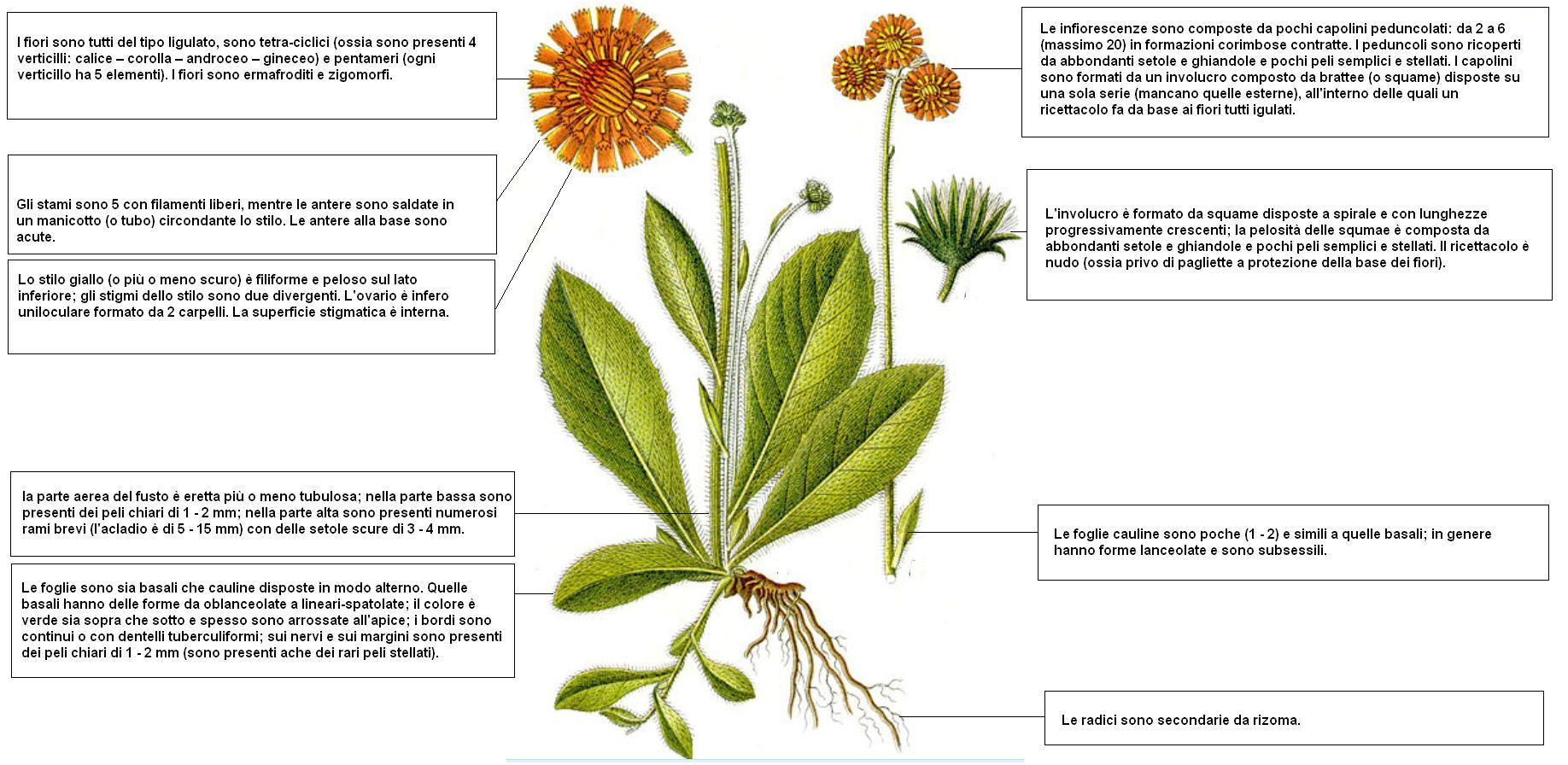
Descrizione delle parti della pianta

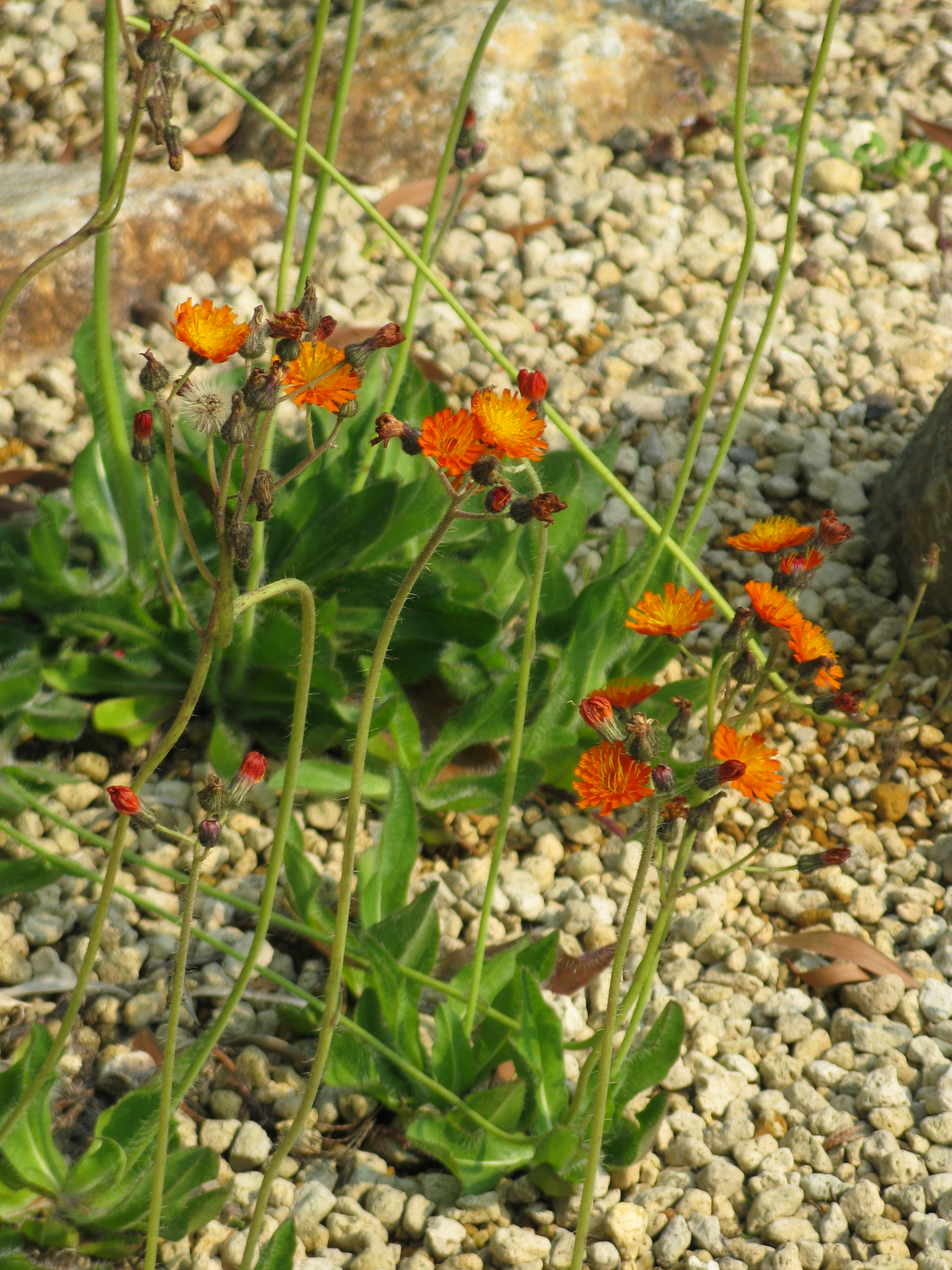
Il portamento

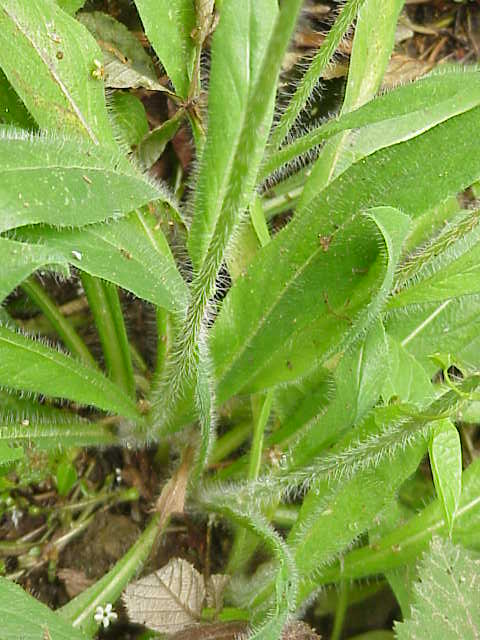
La pubescenza del fusto

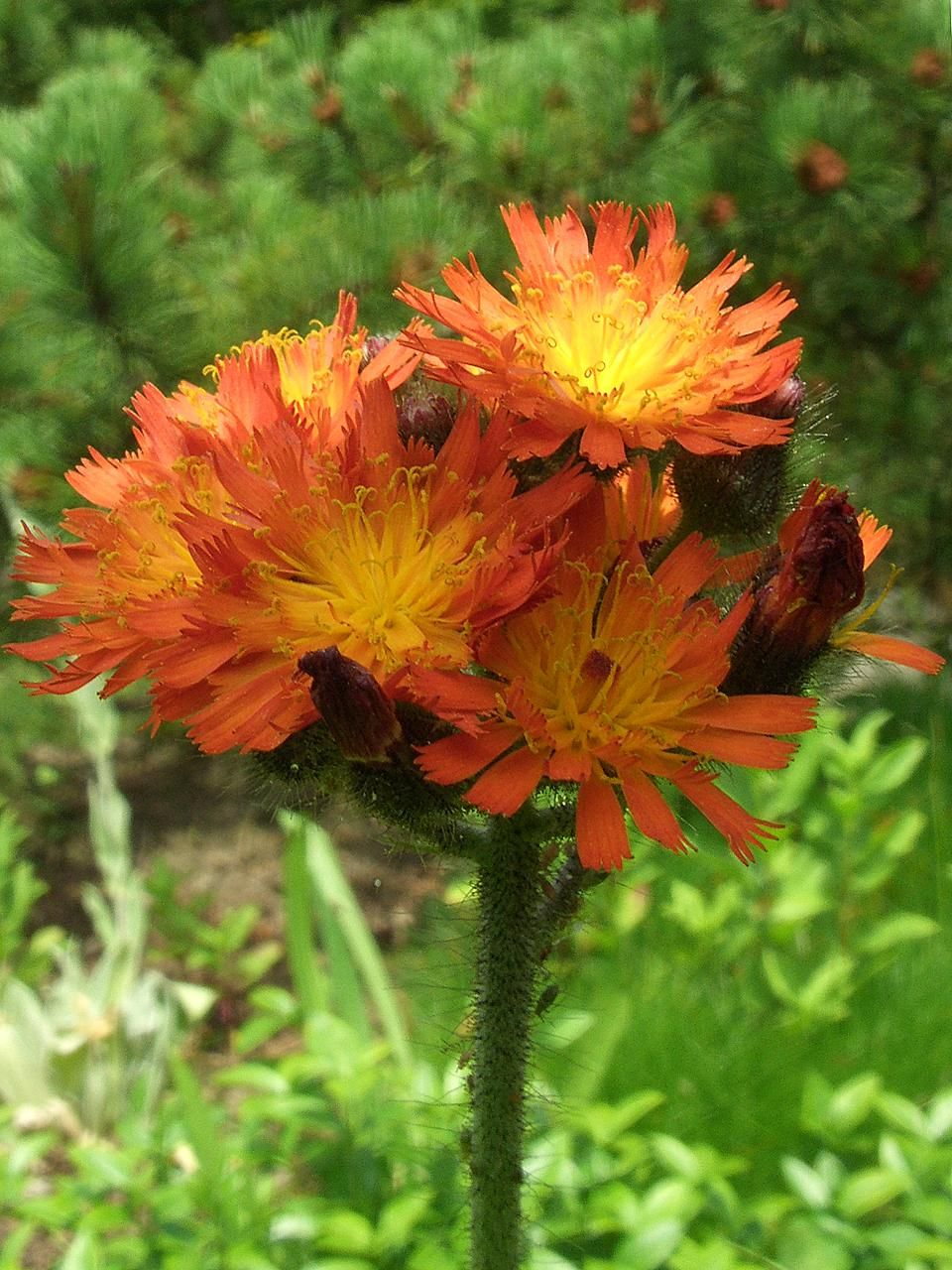
Infiorescenza

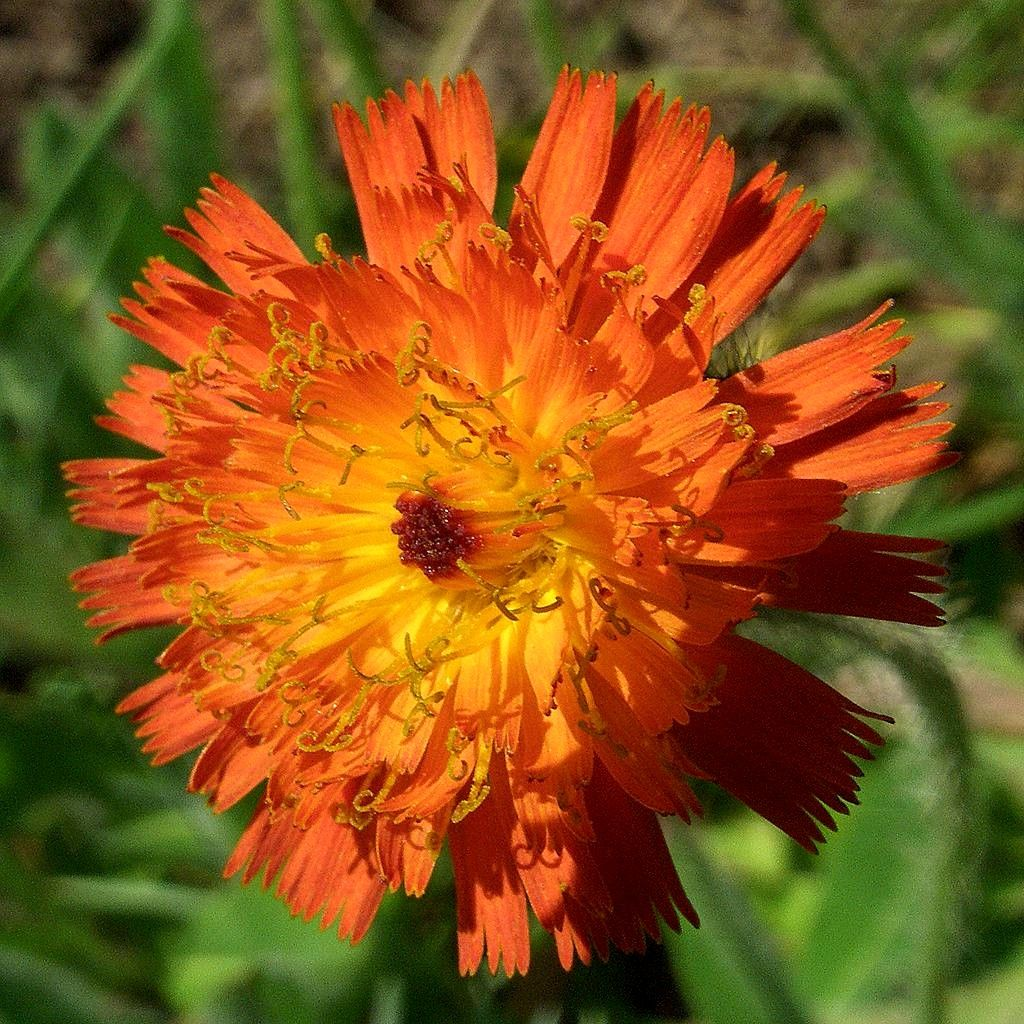
I fiori ligulati

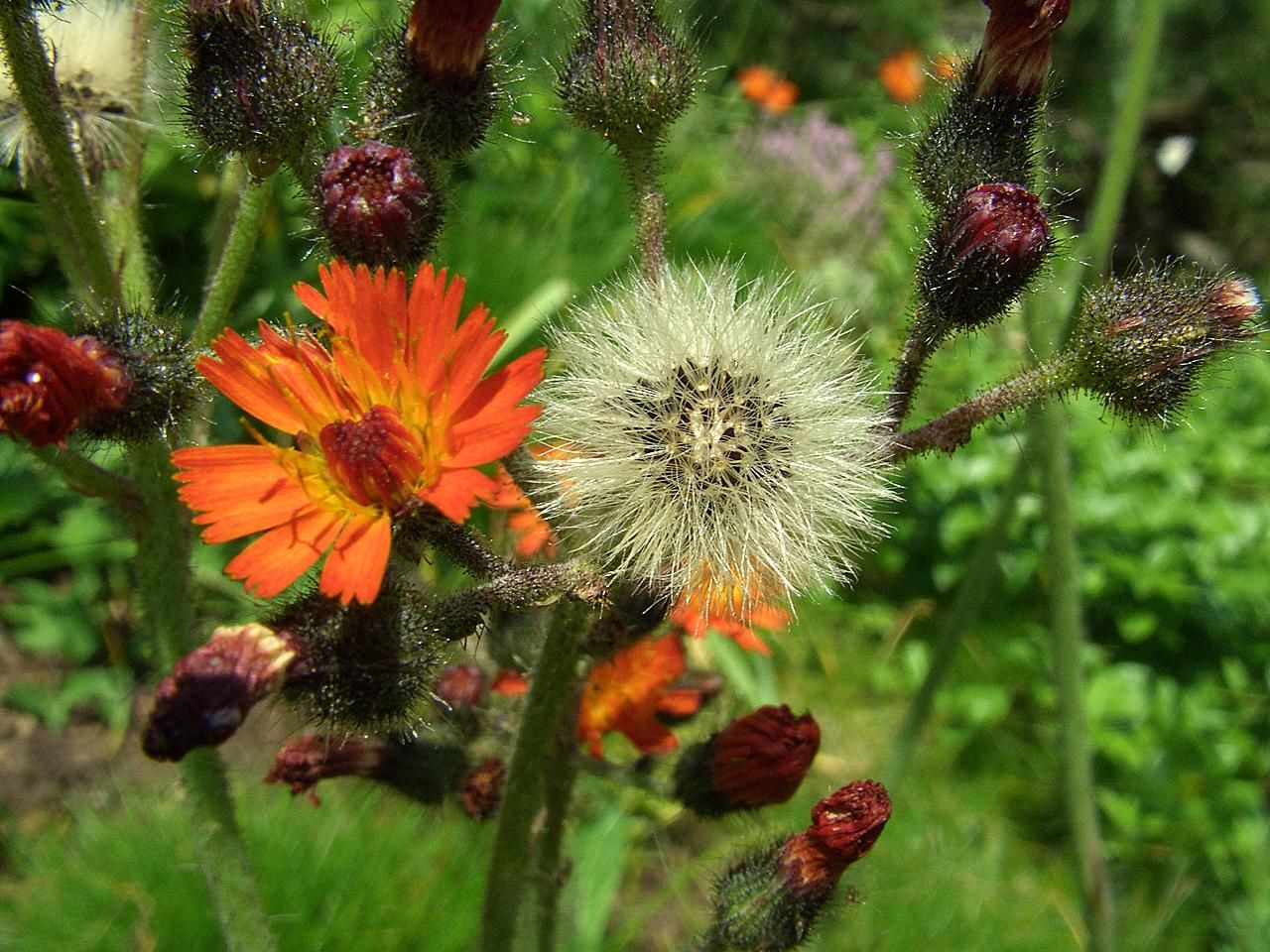
Il pappo

Habitus. Questa pianta può raggiungere una altezza compresa tra 30 – 40 cm. La forma biologica è emicriptofita rosulata (H ros), ossia in generale sono piante erbacee, a ciclo biologico perenne, con gemme svernanti al livello del suolo e protette dalla lettiera o dalla neve e hanno le foglie disposte a formare una rosetta basale. Questa pianta è provvista di lattice (i vasi latticiferi sono anastomizzati).
Radici. Le radici sono secondarie da rizoma.
Fusto.
- Parte ipogea: la parte sotterranea consiste in stoloni sottili, pallidi e molto gracili, lunghi 5 – 10 cm; il colore è rosso-violaceo con foglie tipo squamiformi.
- Parte epigea: la parte aerea del fusto è eretta, di tipo fillopode, più o meno tubulosa (cava); nella parte bassa sono presenti dei peli chiari di 1 – 2 mm; nella parte alta sono presenti numerosi rami brevi (l'acladio è di 5 – 15 mm) con delle setole scure di 3 – 4 mm. Nella parte epigea sono presenti anche dei stoloni con foglie. Diametro: 2 – 4 mm.

Foglie. Le foglie sono sia basali che cauline disposte in modo alterno. Quelle basali, da 5 a 7, hanno delle forme da oblanceolate a lineari-spatolate confluenti nel picciolo con apici ottusi o acuti; il colore è verde sia sopra che sotto e spesso sono arrossate all'apice; i bordi sono continui o con dentelli tuberculiformi; sui nervi e sui margini sono presenti dei peli chiari di 1 – 2 mm (sono presenti anche dei rari peli stellati). Quelle cauline sono poche (1 - 2) e simili a quelle basali; in genere hanno forme lanceolate più strette e sono subsessili. Dimensioni delle foglie inferiori: larghezza 1 - 1,5 cm; lunghezza 6 – 15 cm.
Infiorescenza. Le sinflorescenze sono composte da pochi capolini peduncolati: da 2 a 6 (massimo 20) in formazioni corimbose contratte oppure glomerato-umbellato-panicolate. I peduncoli sono ricoperti da abbondanti setole e ghiandole e pochi peli semplici o stellati. I capolini sono formati da un involucro composto da brattee (o squame) disposte su una sola serie (mancano quelle esterne), all'interno delle quali un ricettacolo fa da base ai fiori tutti ligulati. L'involucro, conforme da semisferiche fino a semiellissoidi, è formato da squame scure o nerastre, in alcuni casi con orlo chiaro, disposte a spirale e con lunghezze progressivamente crescenti; la pelosità delle squame è composta da abbondanti setole e ghiandole e pochi peli semplici e stellati. Il ricettacolo è nudo (ossia privo di pagliette a protezione della base dei fiori); il margine degli alveoli è brevemente dentato. Diametro dei capolini: 15 – 25 mm. Lunghezza dell'involucro: 7 – 9 mm.
Fiori. I fiori, tutti ligulati (i fiori tubulosi in genere sono mancanti), sono tetra-ciclici (ossia sono presenti 4 verticilli: calice – corolla – androceo – gineceo) e pentameri (ogni verticillo ha in genere 5 elementi). I fiori sono ermafroditi, fertili e zigomorfi.
- Formula fiorale:

*/x K {\displaystyle \infty }, [C (5), A (5)], G 2 (infero), achenio
- Calice: i sepali del calice sono ridotti ad una coroncina di squame.
- Corolla: le corolle sono formate da un tubo (alla base) e da una ligula terminante con 5 denti; la corolla è colorata di rosso-arancio (alla fine quando rinseccano i fiori sono purpurei).
- Androceo: gli stami sono 5 con filamenti liberi e distinti, mentre le antere sono saldate in un manicotto (o tubo) circondante lo stilo.[17] Le antere sono codate e allungate con una appendice apicale acuta; i filamenti sono lisci. Il polline è tricolporato.[18]
- Gineceo: lo stilo è lungo, filiforme e peloso sul lato inferiore. Gli stigmi dello stilo sono due divergenti e ricurvi con la superficie stigmatica posizionata internamente (vicino alla base).[7] L'ovario è infero uniloculare formato da 2 carpelli.
- Antesi: da giugno ad agosto.

Frutti. I frutti sono degli acheni con pappo. Gli acheni hanno una forma cilindrica ristretta alla base (ma non all'apice) e privi di becco (non sono compressi); sono inoltre provvisti di 10 coste longitudinali terminanti con un dentello. Il pappo si compone di fragili setole semplici color bianco-sporco su una sola serie, tutte sottili e della stessa lunghezza. Lunghezza degli acheni: 1,5 - 3,5 mm.

## Biologia
- Impollinazione: l'impollinazione avviene tramite insetti (impollinazione entomogama tramite farfalle diurne e notturne).
- Riproduzione: la fecondazione avviene fondamentalmente tramite l'impollinazione dei fiori (vedi sopra).
- Dispersione: i semi (gli acheni) cadendo a terra sono successivamente dispersi soprattutto da insetti tipo formiche (disseminazione mirmecoria). In questo tipo di piante avviene anche un altro tipo di dispersione: zoocoria. Infatti gli uncini delle brattee dell'involucro (se presenti) si agganciano ai peli degli animali di passaggio disperdendo così anche su lunghe distanze i semi della pianta.

## Distribuzione e habitat

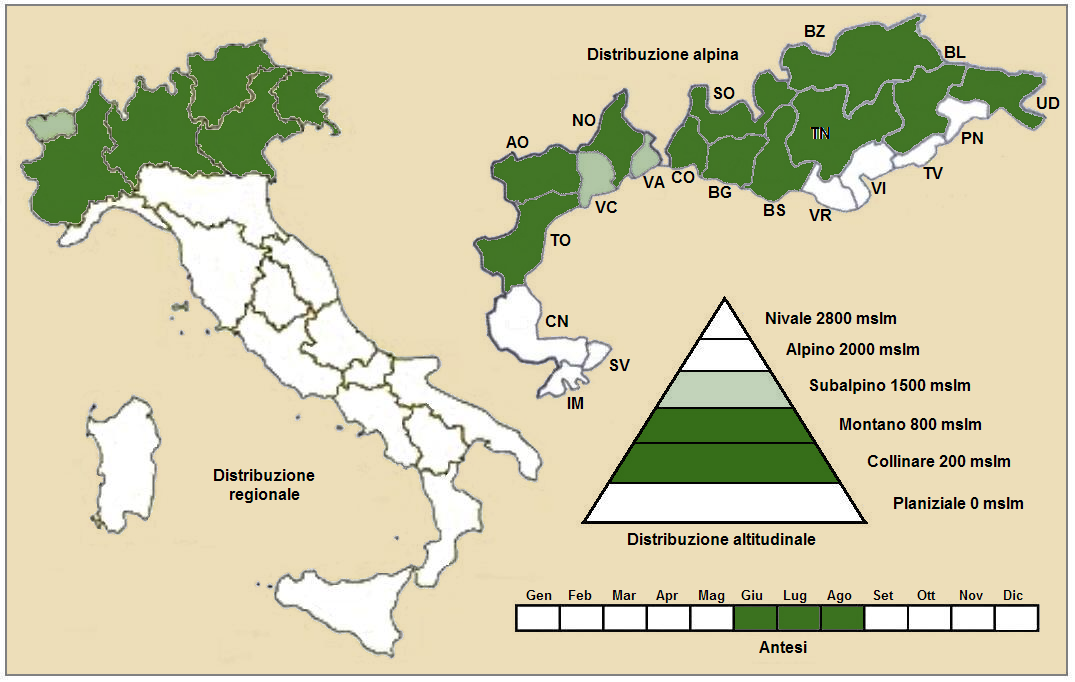
Distribuzione della pianta
(Distribuzione regionale – Distribuzione alpina)

Geoelemento: il tipo corologico (area di origine) è Centro e Nord Europa o anche Orofita Europeo.
Distribuzione:  in Italia la Pilosella aurantiaca si trova solo al nord nelle zone alpine (più frequente ad oriente). Fuori dall'Italia sui vari rilievi collegati al sistema alpino si trova nella Foresta Nera, Vosgi, Massiccio del Giura, Massiccio Centrale, Alpi Dinariche, Monti Balcani e Carpazi.
Habitat: l'habitat tipico per questa specie sono i prati, le praterie rase e i pascoli subalpini. Il substrato preferito è calcareo/siliceo ma anche siliceo con pH acido, bassi valori nutrizionali del terreno che deve essere umido.
Distribuzione altitudinale: sui rilievi queste piante si possono trovare da 1.250 a 2.400 m s.l.m.; frequentano quindi i seguenti piani vegetazionali: collinare e montano e in parte quello subalpino.

### Fitosociologia

#### Areale alpino
Dal punto di vista fitosociologico alpino Pilosella aurantiaca appartiene alla seguente comunità vegetale:
Formazione: delle comunità delle praterie rase dei piani subalpino e alpino con dominanza di emicriptofite.
Classe: Juncetea trifidi
Ordine: Caricetalia curvulae
Alleanza: Nardion strictae

#### Areale italiano
Per l'areale completo italiano Pilosella aurantiaca appartiene alla seguente comunità vegetale:
Macrotipologia: vegetazione sopraforestale criofila e dei suoli crioturbati.
Classe: Caricetea curvulae Br.-Bl. 1948 nom. cons. propos. Rivas-Martínez, Diaz, Ferná ndez- González, Izco, Loidi, Lousa & Penas, 2002
Ordine: Caricetalia curvulae Br.-Bl. in Br.-Bl. & Jenny, 1926
Alleanza: Nardion strictae Br.-Bl. in Br.-Bl. & Jenny, 1926
Descrizione. L'alleanza Nardion strictae è relativa alle praterie acidofile e mesofile che si sviluppano in stazioni pianeggianti o poco pendenti presenti sui rilievi montuosi più elevati dell’Europa meridionale. Spesso queste aree sono legate a siti caratterizzati da innevamento prolungato. La distribuzione dell'alleanza è situata nella fascia dell’Europa media, andando dai Pirenei ai Carpazi. In Italia è presente sulle Alpi e, localizzata, sull'Appennino settentrionale.
Alcune specie presenti nell'associazione: Ajuga pyramidalis, Alopecurus gerardii, Gnaphalium sylvaticum, Pilosella aurantiaca, Plantago alpina, Pseudorchis albida, Ranunculus villarsii, Trifolium alpinum e Viola ferrarinii.

## Tassonomia
La famiglia di appartenenza di questa voce (Asteraceae o Compositae, nomen conservandum) probabilmente originaria del Sud America, è la più numerosa del mondo vegetale, comprende oltre 23.000 specie distribuite su 1.535 generi, oppure 22.750 specie e 1.530 generi secondo altre fonti (una delle checklist più aggiornata elenca fino a 1.679 generi). La famiglia attualmente (2021) è divisa in 16 sottofamiglie.
Il basionimo per questa specie è: Hieracium aurantiacum L..

### Filogenesi
Il genere di questa voce appartiene alla sottotribù Hieraciinae della tribù Cichorieae (unica tribù della sottofamiglia Cichorioideae). In base ai dati filogenetici la sottofamiglia Cichorioideae è il terz'ultimo gruppo che si è separato dal nucleo delle Asteraceae (gli ultimi due sono Corymbioideae e Asteroideae). La sottotribù Hieraciinae fa parte del "quinto" clade della tribù; in questo clade è posizionata alla base ed è "sorella" al resto del gruppo comprendente, tra le altre, le sottotribù Microseridinae e Cichoriinae. Il nucleo della sottotribù Hieraciinae è l'alleanza Hieracium - Pilosella (comprendenti la quasi totalità delle specie della sottotribù - oltre 3000 specie) e formano (insieme ad altri generi minori) un "gruppo fratello". Alcuni Autori includono in questo gruppo anche i generi Hispidella e Andryala.
I caratteri distintivi per il genere Pilosella sono:
- tutta la piante è densamente pelosa;
- gli acheni hanno 10 coste longitudinali.

Classificazione del genere. Il genere Pilosella è un genere di difficile classificazione in quanto molte specie tendono ad ibridarsi e molto spesso tra una specie e un'altra è presente un "continuam" di caratteri e quindi sono difficilmente separabili. Qui in particolare viene seguita la suddivisione in sezioni del materiale botanico così come sono elencate nell'ultima versione della "Flora d'Italia".
La specie di questa voce è descritta all'interno della sezione Pilosella sect. Cymigerae, i cui caratteri principali sono:
- lo scapo (la cui pubescenza è formata da peli semplici, scuri e lunghi 2 - 7 mm) è ramificato, alto 20 cm, con molti capolini (da 10 a 40) e con diverse foglie cauline;
- sono presenti degli stoloni, sottili e pallidi;
- entrambe le facce delle foglie sono verdi (verde tenue, quasi glauco, per quelle basali).
- le sinflorescenze sono densamente panicolate (o anche glomerato-umbellato-panicolate);
- i peduncoli, e le brattee involucrali, sono ricoperti da peli semplici colorati da grigio chiaro fino a nerastro.

La specie  aurantiaca  è invece individuata dai seguenti ulteriori caratteri:
- il fusto è alto fra 30 a 40 cm;
- il colore dei fiori è giallo-aranciato fino a rosso-porpora;
- i peli semplici delle brattee dell'involucro sono densi, lunghi 3 - 5 mm, colorati di grigio chiaro (fino a nero) e sono rigidi.

L'indumentum è uno degli elementi più importanti per distinguere le varie specie. aurantiaca è caratterizzata dalla seguente pubescenza:
| Tipo peli        | Stoloni                       | Caule                                              | Foglie                                                        | Peduncoli dei capolini                      | Brattee involucrali                     |
| ---------------- | ----------------------------- | -------------------------------------------------- | ------------------------------------------------------------- | ------------------------------------------- | --------------------------------------- |
| Peli semplici    | Sparsi, negli internodi densi | Densi, lunghi 3 – 4 mm, rigidi, neri-grigi-bianchi | Ai lati densi e lunghi 1,5 - 3,5 mm                           | Densi, lunghi 3 – 6 mm e colorati di grigio | Densi, lunghi 3 – 5 mm, da grigi a neri |
| Peli ghiandolari | Assenti                       | Assenti in basso, sparsi in alto                   | Sparsi sui margini                                            | Densi                                       | Densi                                   |
| Peli stellati    | Assenti                       | Assenti in basso, sparsi in alto                   | Solitari sulla pagina superiore, densi sulla pagina inferiore | Densi                                       | Sparsi (assenti ai margini)             |

Il numero cromosomico di P. aurantiaca  è: 2n = 18, 27, 36, 45, 54, 63 e 72.

### Sottospecie
Per questa specie sono riconosciute 3 sottospecie (nella "Flora d'Italia" sono indicate 19 sottospecie di cui 7 presenti in Italia), tutte sono presenti nella flora spontanea italiana.
| Sottospecie  | Autore e anno        | Distribuzione euro-mediterranea                       |
| ------------ | -------------------- | ----------------------------------------------------- |
| aurantiaca   |                      | Europa (centro-sud orientale)                         |
| auropurpurea | (Peter) Soják, 1972  | Areale alpino (Francia, Svizzera, Austria e Germania) |
| decolorans   | (Fr.) T. Tyler, 2001 | Penisola Balcanica e Europa del Nord                  |

### Specie simili
Nella "Flora d'Italia" nella stessa sezione di questa voce (Pilosella sect. Cymigerae) sono indicate le seguenti altre specie, più o meno simili a quelle di questa voce:
- Pilosella rubra (Peter) Soják, 1971 - I caratteri sono più simili alla specie P. aurantiaca che alla specie P. pilosella.
- Pilosella fusca   (Vill.) Arv.-Touv., 1880 - Si distingue da P. aurantiaca per: il fusto è alto fra 15 a 25 cm; il colore dei fiori è giallo striato di rosso; i peli semplici delle brattee dell'involucro sono più o meno sparsi, lunghi 2 – 3 mm, colorati di grigio chiaro (fino a nero) e sono subrigidi.
- Pilosella blyttiana (Fr.) F.W.Schultz & Sch.Bip., 1861 - I caratteri sono intermedi tra la specie P. aurantiaca e la specie P. lactucella.
- Pilosella caespitosa  (Dumort.) P.D.Sell & C.West, 1967  - Si distingue da P. aurantiaca per: il fusto è alto fra 30 e 50 cm; il colore dei fiori è giallo non striato di rosso; i peli semplici delle brattee dell'involucro sono densi, lunghi 3 – 5 mm, colorati di grigio chiaro (fino a nero) e sono rigidi.